# Order Narodowy Zasługi Naukowej
Order Narodowy Zasługi Naukowej (port. Ordem Nacional do Mérito Científico) – brazylijskie resortowe odznaczenie, ustanowione dekretem z 16 marca 1993 przez prezydenta Itamara Franco.
Order nadawany jest za znaczący wkład w rozwój brazylijskiej nauki i techniki w następujących dziedzinach: biologia, chemia, fizyka, inżynieria, matematyka, nauki o Ziemi, nauki społeczne i humanistyczne, rolnictwo, technologia. Mogą go otrzymywać zarówno Brazylijczycy, jak i obcokrajowcy.
Urzędujący Prezydent Brazylii oraz Minister Nauki i Technologii (od 2019 Minister Nauki, Technologii, Innowacji i Komunikacji), są z urzędu odpowiednio wielkim mistrzem oraz kanclerzem orderu, odznaczonymi Krzyżem Wielkim, którego insygnia zachowują po zakończeniu sprawowania tych funkcji (ww. minister otrzymuje i może zachować order dopiero od 1998).
Order, początkowo pięcioklasowy, od 1998 podzielony jest tylko na dwie klasy:
- Krzyż Wielki (Grã-Cruz)
- Komandor (Comendador),

oraz przyznawany osobom prawnym:
- srebrny Medal Narodowy Zasługi Naukowej (Medalha Nacional do Mérito Científico).

## Odznaczeni
W tym m.in.:

- Amartya Sen
- Chintamani Nagesa Ramachandra Rao
- Claude Cohen-Tannoudji
- Claude Lévi-Strauss
- Dennis Sullivan
- Leon Max Lederman
- Norman Borlaug
- Stephen Smale
- Werner Arber
- Fernando Henrique Cardoso
- Luiz Inácio Lula da Silva
- Marco Maciel
- Oscar Niemeyer
- Abdus Salam
- Henry Taube
- René Thom
- William Donald Hamilton